# Montereau
Montereau – miejscowość i gmina we Francji, w Regionie Centralnym, w departamencie Loiret.
Według danych na rok 1990 gminę zamieszkiwały 503 osoby, a gęstość zaludnienia wynosiła 10 osób/km² (wśród 1842 gmin Centre, Montereau plasuje się na 682. miejscu pod względem liczby ludności, natomiast pod względem powierzchni na miejscu 78.).